# Louis Dusée (artiest)

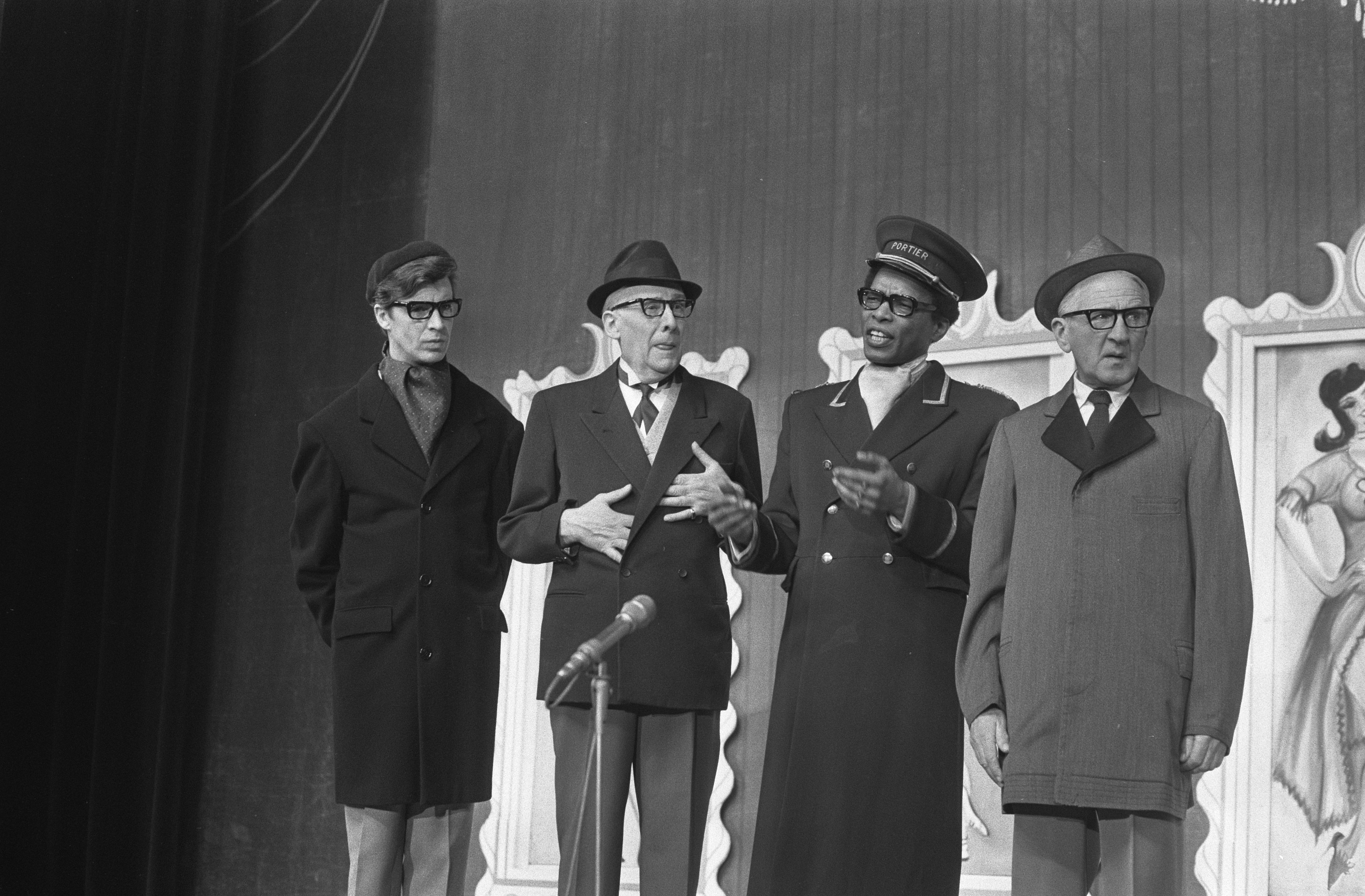
v.l.n.r. Louis Dusée, Piet Muijselaar, Donald Jones en Willy Walden, tijdens tv-opnamen van de Snip-en-Snap revue in 1970.

Ludovicus Wilhelmus Hubertus (Louis) Dusée (Tilburg, 9 februari 1930 – Amsterdam, 6 augustus 1999) was een Nederlandse zanger, revueartiest, tekstschrijver en radioproducent.

## Leven en werk
Louis Dusée was een zoon van wolwever Hubertus Henricus Dusée en Helena Maria van Vugt. Na de middelbare school zong hij in een aantal bands en ging hij in militaire dienst. Nadat hij afzwaaide werd hij als zanger aangenomen bij het orkest van Piet van Dijk, dat een contract had gekregen om voor Amerikanen in Duitsland op te treden. Na anderhalf jaar trok Dusée in 1952 naar Amsterdam, voor zanglessen bij Boris Pelsky aan het conservatorium. Een aantal maanden later deed hij via Lia Dorana auditie bij Wim Sonneveld en was vervolgens twee jaar lang onderdeel van diens cabaretgezelschap. Hij speelde in Het meisje met de grote voeten en In den winckel van Sinckel naast onder anderen Conny Stuart, Albert Mol en Beppie Nooy. Hij was daarnaast zanger in het orkest van Cor Steyn en in een zaterdagavondprogramma van Wim Quint voor de Katholieke Radio Omroep. Voor de KRO schreef hij hoorspelen voor de jeugd. Na Sonneveld speelde Dusée onder meer bij het gezelschap van Benny Vreden, de Tiktak Shows, het Candelight Cabaret en bij Jack en Jill Lardis' Playhouse International. Vanaf 1958 bracht hij een aantal singles en EP's uit, waaronder eentje met het nummer Aan de Amsterdamse grachten (1960), dat beter bekend werd door Sonnevelds latere uitvoering. In 1962 vormde hij een duo met Corry Brokken. Dusée had relaties met zwemmer Jaap de Jong en zanger en acteur Barrie Stevens, die hij beiden via het theater leerde kennen.
Van 1962 tot 1977 was Dusée zanger, danser, tekstschrijver en vertaler bij de Snip en Snap-revues van producer René Sleeswijk sr. Voor Sleeswijk vertaalde hij ook de musical The Sound of Music, die in 1964 in première ging. Dusée schreef verder teksten voor nummers en shows van André van Duin (waaronder Een avondje teevee met André en Blij Blijven), Anneke Grönloh, Tonny Huurdeman, De Mounties, Robert Paul en anderen. In 1978 werd Dusée radioproducent bij de TROS. Hij produceerde er onder meer Coulissen, Tijd voor Tetske en het spelprogramma  Raad een lied (of niet), waarvan hij het openingslied zong. Vanaf 1970 woonde hij samen met Ernest Bailey (1939-2001). Eind jaren 80 moest Dusée vanwege zijn gezondheid stoppen met werken, hij werd verzorgd door zijn partner. Vanaf 1996 woonde hij in de Amstelhof.
Dusée overleed op 69-jarige leeftijd. Dusée en Ernest Bailey werden samen begraven op Zorgvlied.

## Discografie
Singles
- 1958 - Calypso Italiano / Het liefste meisje van de kompagnie
- 1960 - Die zomerdag / Aan de Amsterdamse grachten
- 1960 - Wiegelied van Marjolein / Marigot
- 1961 - The canals of Amsterdam / The canals of Amsterdam [A: Barrel-organ The Three Wigs / B: Louis Dusée]
- 1961 - Als / Desillusie
- 1987 - Raad een lied... Raad een lied / Mijn Brabant

EP's
- 1960 - Aan de Amsterdamse grachten - Die zomerdag / Marigot - Wiegelied voor Marjolein
- 1961 - Wat een dag! - Of... / Mijn huis - Waarom? [A: Louis Dusée / B: Els Hillenius]